# مشروع إم كي ألترا

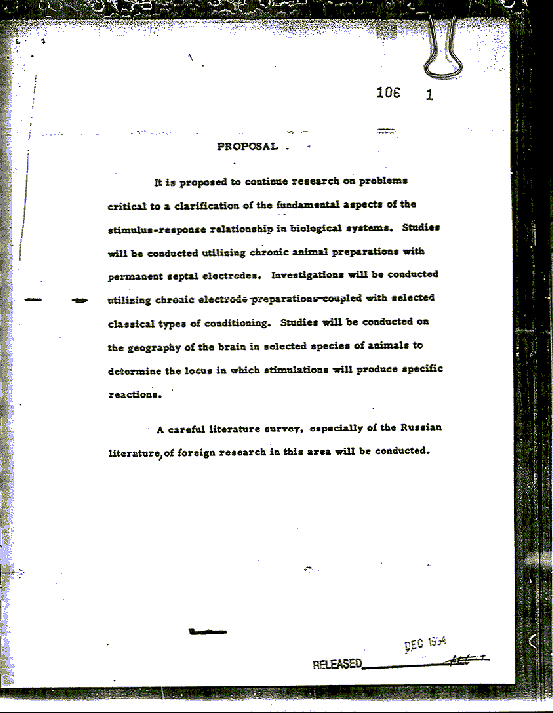
وثائق للإم كي ألترا رفعت عنها السرية.

مشروع إم كي ألترا (بالإنجليزية: Project MKUltra) هو الاسم الرمزي للبرنامج غير القانوني للتجارب على البشر التابع لوكالة المخابرات المركزية الأمريكية. وكان الهدف من التجارب على البشر تحديد وتطوير العقاقير والإجراءات، التي تُستخدم في عمليات الاستجواب والتعذيب؛ من أجل إضعاف الفرد، وانتزاع الاعترافات من خلال السيطرة على العقل. أدارت المشروع شعبة الاستخبارات العلمية التابعة لوكالة المخابرات المركزية، وكان المشروع بالتنسيق مع شعبة العمليات الخاصة من الكتيبة الكيميائية في الجيش الأمريكي.
يعد كيفية السيطرة على الضحايا في هذه العملية من أغمض القضايا. يُقال حسب نظريات المؤامرة، أن بعض مشاهير هوليوود هم تحت سيطرة المنظمة. مثل: بريتني سبيرس، براد بيت، ليدي غاغا، ميغان فوكس، جاي زي . ديب . عند ممارسة عملية م ك اولترا على شخص ما يُترك له وشم أو خاتم لتوضيحه أن هذا الشخض مر من هنا. ويُقال أن العديد من الفنانين الراحلين كمايكل جاكسون، وتوباك شاكور، وبروس لي، ماتو جراء معاناتهم من هذا الأخير.[بحاجة لمصدر]